# Enteromius baudoni
Enteromius baudoni là tên của một loài cá chép nhiệt đới sống ở vùng nước ngọt ở Trung Phi và Tây Phi. Ở Tây Phi thì người ta đánh bắt được chúng ở những lưu vực của sông Chad, sông Volta, sông Niger, sông Senegal, sông Sassandra và sông Bandama. Tại Trung Phi thì người ta thấy chúng ở hệ sinh thái sông Ubangui. Vùng nước mà loài này sinh sống có nhiệt độ từ 24 đến 26 độ C. Năm 1918, nhà động vật học người Anh gốc Bỉ tên là George Albert Boulenger mô tả và đặt tên là Barbus baudoni, mẫu vật thu thập từ Bangui, Cộng hòa Trung Phi hiện đang được lưu trử tại bảo tàng lịch sử tự nhiên tại Paris. Về sau, người ta xem xét về các yếu tố như địa lí, bộ gen và thực hiện phép phân tích hình thái mở rộng của các loài trong họ Cyprinidae thì thấy nó nằm ở sai chi.
Chiều dài của chúng là 3,3 cm và nhiều cá thể có 3 đốm nhỏ nằm ở giữa các mặt của cơ thể. Những đốm này thường là có mối liên quan đến một dải màu dọc theo chiều dọc cơ thể. Vây đuôi thì chia ra làm đôi và chúng có 2 cặp râu.
Enteromius baudoni là loài cá tầng đáy, có sự di cư và bị đánh bắt làm thực phẩm. Phá rừng mối đe dọa với loài này. Năm 2009, Liên minh Bảo tồn Thiên nhiên Quốc tế đã phân loại chúng là loại ít được quan tâm.